# Rebeca Gyumi
Rebeca Z. Gyumi, född 3 december 1986. är grundare av och verksamhetschef för Msichana Initiative, en tanzanisk ideell organisation som arbetar med att stärka flickor genom utbildning och med de utmaningar som begränsar flickors rätt till utbildning.

## Utbildning
Gyumi föddes i Dodoma i Tanzania. Hon har en examen i juridik från Dar es-Salaams universitet. 

## Karriär
Gyumi är grundare av och verksamhetschef för Msichana Initiative, en tanzanisk ideell organisation som arbetar med att stärka flickor genom utbildning och med de utmaningar som begränsar flickors rätt till utbildning. Hon har arbetat som TV-personlighet och ungdomsförespråkare hos Femina, en ungdomsorganisation.
Gyumi är jurist och arbetade 2016 för att förändra Tanzanias äktenskapslag från 1971. Lagen tillät flickor att gifta sig från 14 års ålder, om deras föräldrar samtyckte. Efter en framställan från Gyumi och kampanjarbete från Msichana Initiative beslutade Högsta domstolen i Tanzania att äktenskapslagen från 1971 inte var förenlig med landets grundlag. Högsta domstolen beslutade att höja minimiåldern för giftermål till 18 år, för både flickor och pojkar.
Gyumi är erkänd nationellt och internationellt för sitt arbete med att främja ungdomars och flickors rättigheter. År 2016 tilldelades hon Unicefs Global Goals Award för sitt arbete med att främja flickors rättigheter i Tanzania. År 2018 tilldelades hon FN:s pris för mänskliga rättigheter.